# 이행 대상

범례: (a) 어머니, (b) 아이, (1) 일루전, (2) 이행 대상

이행 대상, 위로 대상(comfort object), 보다 공식적으로는 과도기 대상(transitional object) 또는 애착 대상(attachment object)은 특히 특이하거나 독특한 상황에서 또는 어린이가 취침 시간에 심리적 편안함을 제공하기 위해 사용되는 물건이다. 유아들 사이에서 위안 대상은 담요(보안 담요)나 봉제완구, 인형 또는 기타 장난감의 형태를 취하는 경우가 많으며 담요와 같은 별명으로 불릴 수도 있다.
이행 대상은 아이들이 자립심을 갖게 해준다고 하며, 연구에 따르면 이러한 물건은 노년기의 불안을 줄여 아이들에게 긍정적인 영향을 미치는 것으로 나타났다.